# エディ・エンケティア
エドワード・ケダー・エンケティア（Edward Keddar Nketiah, 1999年5月30日 - ）は、イギリス・ロンドン・ルイシャム出身のサッカー選手。ポジションは、フォワード。クリスタル・パレスFC所属。イングランド代表の各ユース年代で選出されている。エヌケティア、ヌケティア、ケシャ等の表記も見られる。

## 経歴

### クラブ
イギリスのロンドン・ルイシャム区ルイシャムで生まれ、ロンドン南東のチームHillyfieldersでプレーしたあと9歳でチェルシーFCのユースに引き抜かれた。2015年、身長の低さを理由にU-14のカテゴリーで放出された。しかし、数日後にアーセナルFCからトレーニング参加の招待を受けて合格しアーセナルユースの所属となった。2015-16シーズン、彼は、28試合24ゴールという記録を残した。
2016年9月、アーセナルFCとプロ契約を結んだ。2016-17シーズン、U-18チームで16試合で15ゴールを決めるとともに、飛び級でU-23チームにも招聘され26試合12ゴールという記録を残した。
2017年夏、その活躍がアーセン・ベンゲル監督の目に留まりトップチームのオーストラリアと中国へのプレシーズンツアーに招集された。2017年9月28日、ヨーロッパリーグのBATEボリソフ戦でトップチームに招集されると89分から出場した。次にトップチームでの出場となったのは約1ヶ月後のEFLカップのノリッジ・シティFC戦となった。この試合でアーセナルが1点ビハインドの85分から投入されると15秒後のファーストタッチでゴールを決め、さらにもう1点追加し2得点の活躍で逆転勝利に貢献した。2019年5月12日、シーズン最終戦となるバーンリーFC戦においてプレミアリーグ初得点を決めた。
2019年8月8日、2019-20シーズンの間EFLチャンピオンシップに参加するリーズ・ユナイテッドFCにレンタル移籍することが決定した。しかし、リーグ戦先発出場はわずか2試合とあまり出場機会を得られなかったため、2020年1月、ローン契約は打ち切られアーセナルに復帰した。7月7日のレスター・シティFC戦では、後半26分から途中出場で起用されながら、ボールに触れることもなく、4分後にレッドカードを提示されるという、不名誉な一発退場を受けた。
2021年8月1日、プレシーズンマッチのチェルシー戦で右足首を負傷し約1ヶ月の離脱をした。同年12月21日、EFLカップのサンダーランド戦でハットトリック達成。2022年1月1日、新型コロナの検査で陽性反応となったことが発表された。
2022年2月20日、プレミアリーグ第26節ブレントフォード戦で、その試合でキャプテンを務めていたアレクサンドル・ラカゼットと代わり後半29分に途中出場をし、同31分にキーラン・ティアニーにキャプテンマークを渡すまでの約2分間、キャプテンを務めた。2021-22シーズンはラカゼットの牙城を崩せず、2022年3月までスタメンはわずか1回であったが、4月20日のチェルシーFCとのビッグロンドンダービーではラカゼットが離脱してることからスタメンで出場し、2得点を上げる活躍を見せたことで監督のミケル・アルテタから評価された。
2022年6月18日、アーセナルと契約延長すること及び2022-23シーズンより14番に背番号を変更することが公式発表された。2023年3月1日、プレミアリーグ第7節延期分エヴァートン戦で足首を負傷。4月16日の第31節ウェストハム戦で途中出場し6週間以上ぶりに実戦復帰した。同年10月28日、プレミアリーグ第10節シェフィールド・ユナイテッド戦で自身初となるハットトリックを達成した。
2024年8月30日、5年契約でクリスタル・パレスFCに完全移籍することが公式発表された。背番号は9番を着用する。

### 代表
2017年3月22日、U-18イングランド代表としてU-19サウジアラビア代表戦で国際的なデビューを果たし初得点を決めた。次戦のU-19カタール代表戦ではハットトリックを達成した。2017年11月、2018年U-19欧州選手権予選のフェロー諸島戦で4得点を記録した 。2018年5月18日、トゥーロン国際大会でU-21イングランド代表に初招集された。同大会では、準決勝のU-21スコットランド戦で2得点、決勝のU-20メキシコ戦でキーラン・ドウェルの決勝点をアシストしイングランドの優勝に貢献した。また、彼のスコットランド戦の1つ目のゴールはトーナメント最優秀ゴール賞に選ばれた。
2020年9月4日、U-21コソボ代表戦でU-21イングランド代表のキャプテンを初めて務めた。同年10月13日、12戦目となるU-21トルコ代表戦で14得点目を決め、アラン・シアラー、フランシス・ジェファーズのもつそれまでの最多得点記録13得点を抜きイングランド代表U-21の歴代最多得点者となった。
2023年8月31日、9月の代表戦に向けた招集メンバーに選ばれイングランド代表に初招集された。10月13日、親善試合のオーストラリア代表戦でイングランド代表デビューを果たした。

## 個人成績
| クラブ     | シーズン | リーグ             | リーグ戦 | リーグ戦 | カップ戦 | カップ戦 | リーグ杯 | リーグ杯 | 国際大会 | 国際大会 | その他 | その他 | 合計 | 合計 |
| クラブ     | シーズン | リーグ             | 出場     | 得点     | 出場     | 得点     | 出場     | 得点     | 出場     | 得点     | 出場   | 得点   | 出場 | 得点 |
| ---------- | -------- | ------------------ | -------- | -------- | -------- | -------- | -------- | -------- | -------- | -------- | ------ | ------ | ---- | ---- |
| アーセナル | 2017-18  | プレミアリーグ     | 3        | 0        | 1        | 0        | 1        | 2        | 5        | 0        | 0      | 0      | 10   | 2    |
| アーセナル | 2018-19  | プレミアリーグ     | 5        | 1        | 1        | 0        | 1        | 0        | 2        | 0        | 0      | 0      | 9    | 1    |
| アーセナル | 通算     | 通算               | 8        | 1        | 2        | 0        | 2        | 2        | 7        | 0        | 0      | 0      | 19   | 3    |
| リーズ     | 2019-20  | チャンピオンシップ | 17       | 3        | -        | -        | 2        | 2        | -        | -        | 0      | 0      | 19   | 5    |
| リーズ     | 通算     | 通算               | 17       | 3        | -        | -        | 2        | 2        | -        | -        | 0      | 0      | 19   | 5    |
| アーセナル | 2019-20  | プレミアリーグ     | 13       | 2        | 4        | 2        | -        | -        | 0        | 0        | 0      | 0      | 17   | 4    |
| アーセナル | 2020-21  | プレミアリーグ     | 17       | 2        | 1        | 0        | 2        | 1        | 8        | 3        | 1      | 0      | 29   | 6    |
| アーセナル | 2021-22  | プレミアリーグ     | 21       | 5        | 1        | 0        | 5        | 5        | 0        | 0        | 1      | 0      | 28   | 10   |
| アーセナル | 2022-23  | プレミアリーグ     | 30       | 4        | 2        | 2        | 1        | 1        | 6        | 2        | 0      | 0      | 39   | 9    |
| アーセナル | 通算     | 通算               | 81       | 13       | 8        | 4        | 8        | 7        | 14       | 5        | 2      | 0      | 113  | 29   |
| 総通算     | 総通算   | 総通算             | 106      | 17       | 10       | 4        | 12       | 11       | 21       | 5        | 2      | 0      | 151  | 37   |

## タイトル

### クラブ
アーセナルU-23
- プレミアリーグ2 : 2017-18

アーセナル
- FAカップ : 2019-20
- FAコミュニティ・シールド :2回(2020, 2023)

クリスタル・パレス
- FAカップ : 2024-25

### 個人
- トゥーロン国際大会最優秀ゴール賞 : 2018